# Celule Electrice (companie)
Celule Electrice a fost o companie din municipiul Băilești, România, producătoare de celule electrice și alte echipamente electrice de medie tensiune.
Acționarii principali ai societății au fost Cătălin Chelu, cu o deținere de 49,94% și Groval Trade, care a controlat 25,8% din acțiuni.
Titlurile Celule Electrice Băilești s-au tranzacționat la categoria de bază a pieței Rasdaq sub simbolul CLEL.
Cătălin Chelu a mai deținut casa de brokeraj City Invest Galați, și acțiuni la firmele Comat Galați, Vitimas Tecuci,
Spit Bucovina (producător de piese auto), Transtec Tecuci (companie de transport), Minexfor Deva (din industria extractivă), Mecanica Rotes, Altur Slatina (producător de piese auto), 
Galgros Galați, precum și la societățile de investiții financiare (SIF): la SIF 5 Oltenia - 1,8073%, la SIF 1 Banat-Crișana - 1,297%, la SIF 3 Transilvania - 1,298%, la SIF 4 Muntenia - 1,4474%.
Cătălin Chelu a fost un important jucător pe piața de cablu din România, unde a deținut CCC Blue Telecom, Cony Sat, Mega Construct și Lidas Prod.
Celule Electrice Băilești a intrat în faliment la aproape un an și jumătate după ce firma și-a declarat insolvența, în aprilie 2015, fiind și suspendată de la tranzacționare.